# 血糖値計
血糖値計（けっとうちけい、英:Blood glucose meter）とは血糖値を計測するための計測器

## 概要
糖尿病患者など、血液中のブドウ糖の濃度を計測する必要がある場合に使用される。

## 原理
試験紙に血液を少量垂らして呈色を専用の読み取り装置で読み、数値化する。他にも複数の方式がある。

## 非侵襲型血糖値計
従来の血糖値計では血液を採取する必要があったが、血液を採取することは負担が大きいため非侵襲での計測が長年望まれてきた。複数の方式が模索されてはいるものの、2020年現在実用化には至っていない。Google コンタクトレンズが開発されていたが、血糖値を計測することは困難であることが判明したので開発が中止された。